# نورسو
نورسو(به لاتین: Nursu، به ارمنی: Նորս نورس یا Նորագյուղ نوراگیوغ) یک منطقه مسکونی در جمهوری آذربایجان است که در شهرستان شاهبوز واقع شده‌است. نورسو ۸۱۲ نفر جمعیت دارد.